# Crambe juncea
Crambe juncea är en korsblommig växtart som beskrevs av Friedrich August Marschall von Bieberstein. Crambe juncea ingår i släktet krambar, och familjen korsblommiga växter. Inga underarter finns listade i Catalogue of Life.